# 嘉里中心

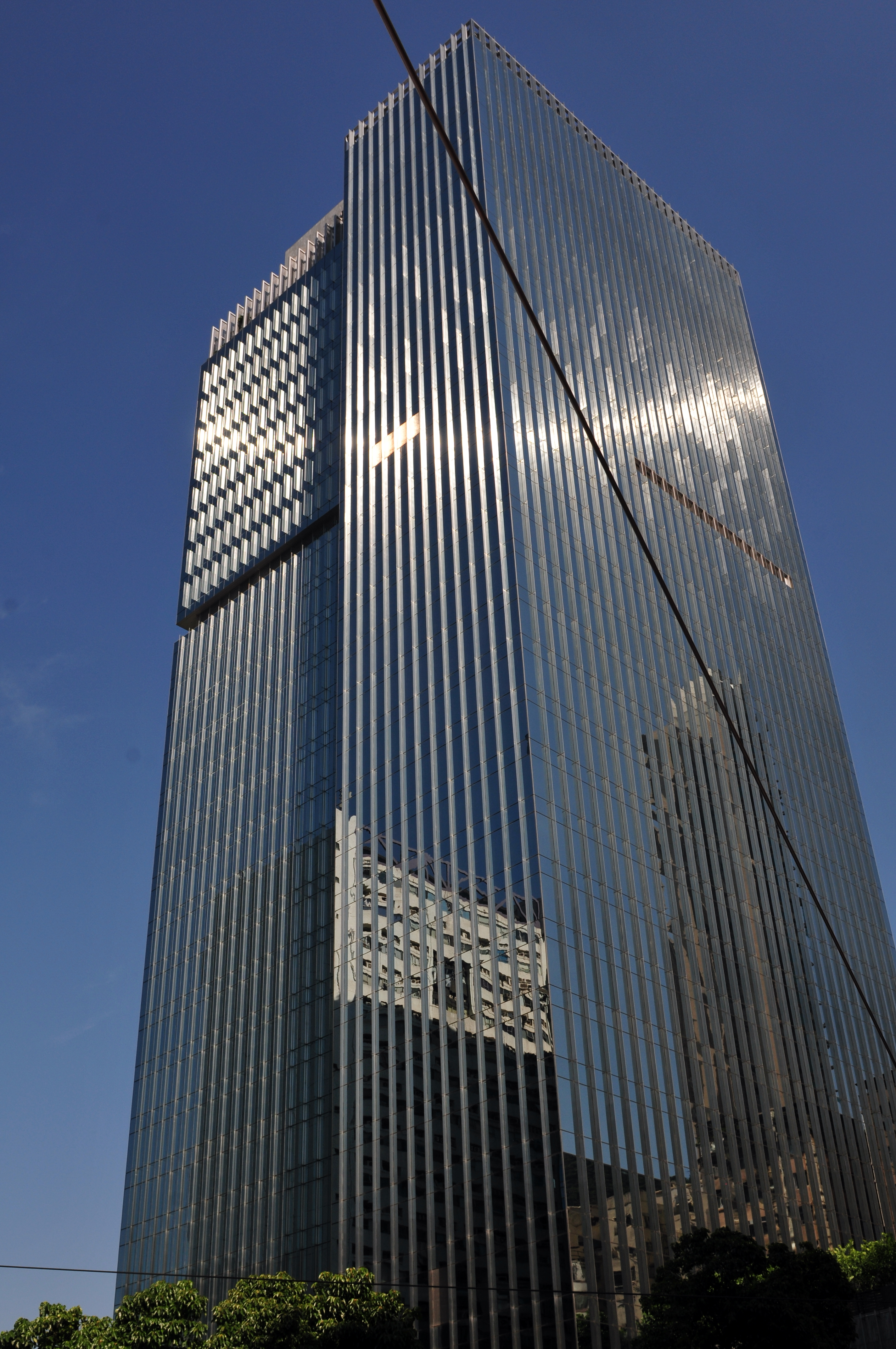
嘉里中心

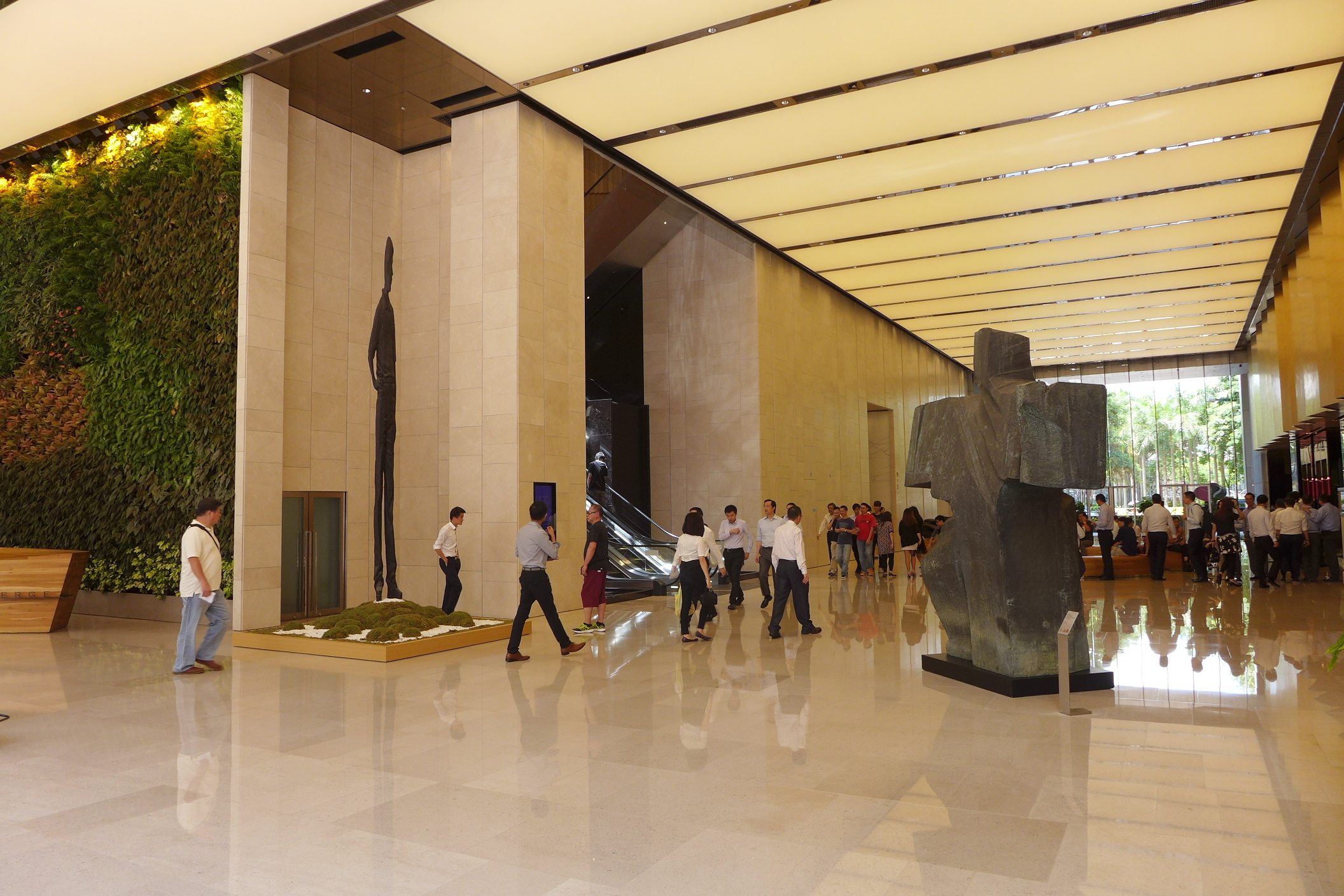
嘉里中心大堂

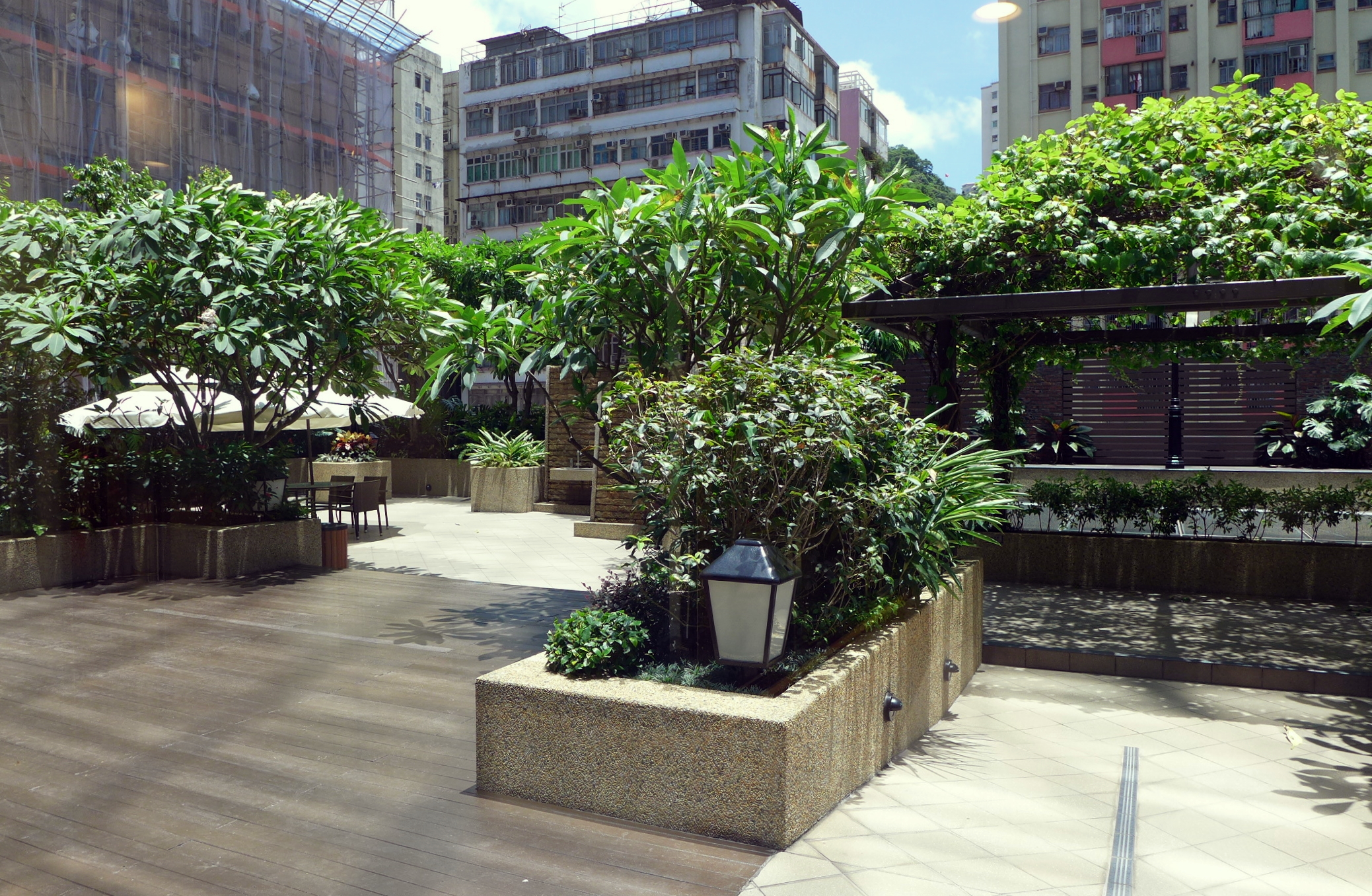
3樓設有空中花園，唯只供租戶使用

嘉里中心（英語：Kerry Centre），又名嘉里大廈，位於香港香港島鰂魚涌英皇道683號，為由嘉里建設發展的港島甲級寫字樓，前身為香港煙草大廈，於2010年落成，樓高30層，樓面面積约450,000平方呎。該寫字樓為嘉里建設的總部，著名租戶包括法國施耐德電氣（7樓，11樓，19樓）、瑞士Swatch（8-9樓）、美國輝瑞（Pfizer，21樓）、阿聯酋航運 （12樓）、亞曼尼（Giorgio Armani，15-16樓）等。

## 特色
寫字樓由KPF建築事務所設計，大廈多處運用綠化元素。包括在大堂及停車場設「直立園藝」。而3樓及頂樓設有空中花園，唯只供租戶使用。入口均安裝了智能卡讀卡器，拍卡成功後方可進入。

## 基座
基座設有2層商場及停車場，租戶包括 望月樓、Starbucks、大家樂及粥麵館。

## 設計獎項
嘉里中心榮獲多項建築設計大獎，包括2009年“香港Autodesk 建築信息模擬（BIM）建築設計大獎，以及2014最佳園林大獎-非住宅物業組。

## 交通
| 交通路線列表                           |
| -------------------------------------- |
| 港鐵 - █ 港島綫、 █ 將軍澳綫：鰂魚涌站 |